# Avully
Avully est une commune suisse du canton de Genève.

## Géographie

### Situation
Avully est située dans la campagne genevoise, sur la rive gauche du Rhône, qui borde la commune au nord et à l'ouest. Son territoire s'étend sur 4,61 km2. Lors du relevé de 2013-2018, les surfaces d'habitations et d'infrastructures représentaient 15,4 % de sa superficie, les surfaces agricoles 63,6 %, les surfaces boisées 14,3 % et les surfaces improductives 6,7 %.
La commune comprend les localités d'Epeisses et Eaumorte.

## Politique et administration
La commune comprend un maire et deux adjoints, qui constituent l'exécutif de la commune, ainsi qu'un conseil municipal de 15 membres, tous élus au suffrage universel pour un mandat de cinq ans.

### Membres de l’exécutif communal (législature 2025-2030)
L'exécutif de la commune, entré en fonction le 1er juin 2025, se compose de la façon suivante :
| Identité       | Étiquette         | Étiquette | Fonction                | Dicastères                                                                 |
| -------------- | ----------------- | --------- | ----------------------- | -------------------------------------------------------------------------- |
| Vincent Mottet | Liste communale   |           | Maire                   | Finances, administration et économie locale - Sécurité publique            |
| Cyril Baudin   | Avully 2.0        |           | Vice-président          | Environnement et aménagement - Espaces publics, mobilité et service du feu |
| Frédéric Bieri | L'avenir ensemble |           | Conseillé administratif | Finances, administration et économie locale - Sécurité publique            |

### Conseil municipal (législature 2025-2030)
À la suite des élections municipales du 23 mars 2025, le conseil municipal, composé de 15 membres (ainsi que d'un bureau avec un président, un vice-président et un secrétaire), est renouvelé, et est représenté de la manière suivante : 
| Parti           | Voix | Suffrages en % | +/-  | Sièges | +/- |
| --------------- | ---- | -------------- | ---- | ------ | --- |
| Liste communale | 276  | 62,41 %        | 8,14 | 9 / 15 | 1   |
| Avully 2.0      | 151  | 37,59 %        | 8,14 | 6 / 15 | 1   |

### Liste des maires
| Période                                  | Période     | Identité       | Étiquette       | Qualité |
| ---------------------------------------- | ----------- | -------------- | --------------- | ------- |
| Les données manquantes sont à compléter. |             |                |                 |         |
| 1er juin 1999                            | 31 mai 2020 | René Riem      | Liste communale |         |
| 1er juin 2020                            | en cours    | Vincent Mottet | Liste communale |         |

## Démographie

### Évolution de la population
La commune compte 1 757 habitants au 31 décembre 2023 pour une densité de population de 381 hab/km2. Sur la période 2010-2023, sa population a augmenté de 1,0 % (canton : 14,6 % ; Suisse : 9,4 %).  

### Pyramide des âges
En 2023, le taux de personnes de moins de 30 ans s'élève à 35 %, au-dessus de la valeur cantonale (33,7 %). Le taux de personnes de plus de 60 ans est quant à lui de 23,2 %, alors qu'il est de 22,2 % au niveau cantonal.
La même année, la commune compte 869 hommes pour 888 femmes, soit un taux de 49,5 % d'hommes, supérieur à celui du canton (48,3 %).
| Hommes | Classe d’âge | Femmes |
| ------ | ------------ | ------ |
| 0,5    | 90 ans ou +  | 0,2    |
| 5,4    | 75 à 89 ans  | 8,4    |
| 15,2   | 60 à 74 ans  | 16,6   |
| 20,5   | 45 à 59 ans  | 22,1   |
| 21,4   | 30 à 44 ans  | 19,9   |
| 20,4   | 15 à 29 ans  | 15,8   |
| 16,7   | - de 14 ans  | 17,0   |

| Hommes | Classe d’âge | Femmes |
| ------ | ------------ | ------ |
| 0,7    | 90 ans ou +  | 1,5    |
| 6,5    | 75 à 89 ans  | 8,8    |
| 13,0   | 60 à 74 ans  | 13,8   |
| 21,7   | 45 à 59 ans  | 21,5   |
| 22,9   | 30 à 44 ans  | 22,4   |
| 18,6   | 15 à 29 ans  | 17,2   |
| 16,7   | - de 14 ans  | 14,8   |

## Culture et patrimoine

### Monuments et curiosités
Le temple d'Avully construit en 1716 fut rénové en 1974-1975 et en 2004-2005.
Sur la route d'Epeisses à gauche se tient la maison Mottu construite vers 1780 et à droite la maison Desbaillet flanquée de deux intéressants corps de ferme du XVIIIe siècle.

### Personnages liés à Avully
Henri Dunant venait régulièrement, durant sa jeunesse, à Avully pour rendre visite à son grand-père maternel Henri Colladon, maire de la commune d'Avully et directeur de l’hôpital. Aujourd'hui encore une plaque commémorative est affichée sur la Résidence de Henri Colladon à Avully.

### Héraldique
| Blason | Blasonnement : D'or à quatre points équipollés d'azur, au chef d'azur chargé d'une fasce crénelée d'or. |